# アワゴケ目
アワゴケ目 (Callitrichales) は被子植物の目の一つでアワゴケ科をタイプ科とするもの。現在では多系統とされる。

## 分類

### クロンキスト体系
クロンキスト体系ではアワゴケ科、スギナモ科、ヒドロスタキス科からなる。これらは大部分が水草で、いずれも花などが形態的に著しく退化しており、従来は系統が明確でなかった。ゴマノハグサ目やオオバコ目に近い位置に置いている。
被子植物門 Magnoliophyta
双子葉植物綱 Magnoliopsida
キク亜綱 Asteridae
アワゴケ目 Callitrichales
- アワゴケ科 Callitrichaceae
- スギナモ科 Hippuridaceae
- ヒドロスタキス科 Hydrostachyaceae

### APG植物分類体系
APG植物分類体系ではアワゴケ科とスギナモ科をオオバコ科の中に入れ、ヒドロスタキス科をミズキ目に移している。